# 菊地慧
菊地 慧（きくち けい、5月30日 - ）は、日本の男性声優。以前はT-プロジェクトに所属していた。大分県出身。血液型はO型。
代表作は『セサミストリート』のクッキーモンスター役など。

## 人物
- バイクや格闘技などの趣味を持つ。

## 主な出演作品

### アニメ
- PIMPA（鳥、豚）

### ゲーム
- イースVI（ドギ、サウド、アグ、ロムン兵）
- デジャ（ケンヂ）
- デュエルセイバー（料理長、議員）
- キングダムアンダーファイア 〜ザ・クルセイダーズ〜（教皇親衛隊員、兵士）
- 星の王女2（男）

### ドラマCD
- 絆（トーニオ）
- 貴族と熱砂の皇子（ハッサン）
- チェリーベル・ラブラブ・キャンディーズ 第1試合
- ロックCDドラマ Yo-Jin-Bo（子分）

### その他
- テレビ東京版 セサミストリート（クッキーモンスター）